# Тиранчик-мухолюб сіроголовий

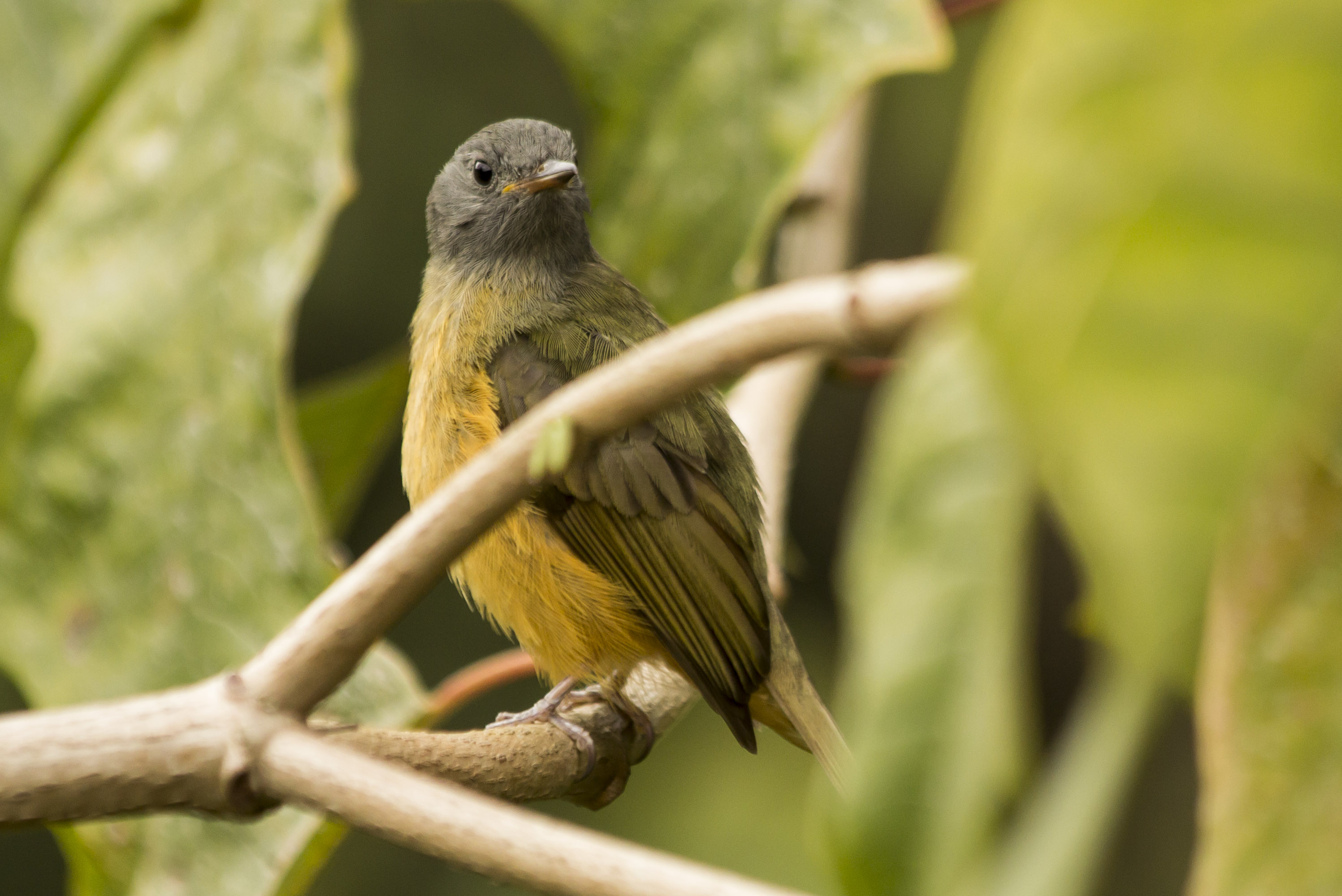
Сіроголовий тиранчик-мухолюб

Тира́нчик-мухолю́б сіроголовий (Mionectes rufiventris) — вид горобцеподібних птахів родини тиранових (Tyrannidae). Мешкає в Південній Америці.

## Поширення і екологія
Сіроголові тиранчики-мухолюби мешкають на південному сході Бразилії (від Еспіріту-Санту і Мінас-Жерайсу до штату Ріу-Гранді-ду-Сул), на сході Парагваю та на північному сході Аргентини (Місьйонес). Вони живуть в підліску вологих рівнинних атлантичних лісів та на узліссях. Зустрічаються на висоті до 1000 м над рівнем моря.